# Grand Prix Masters

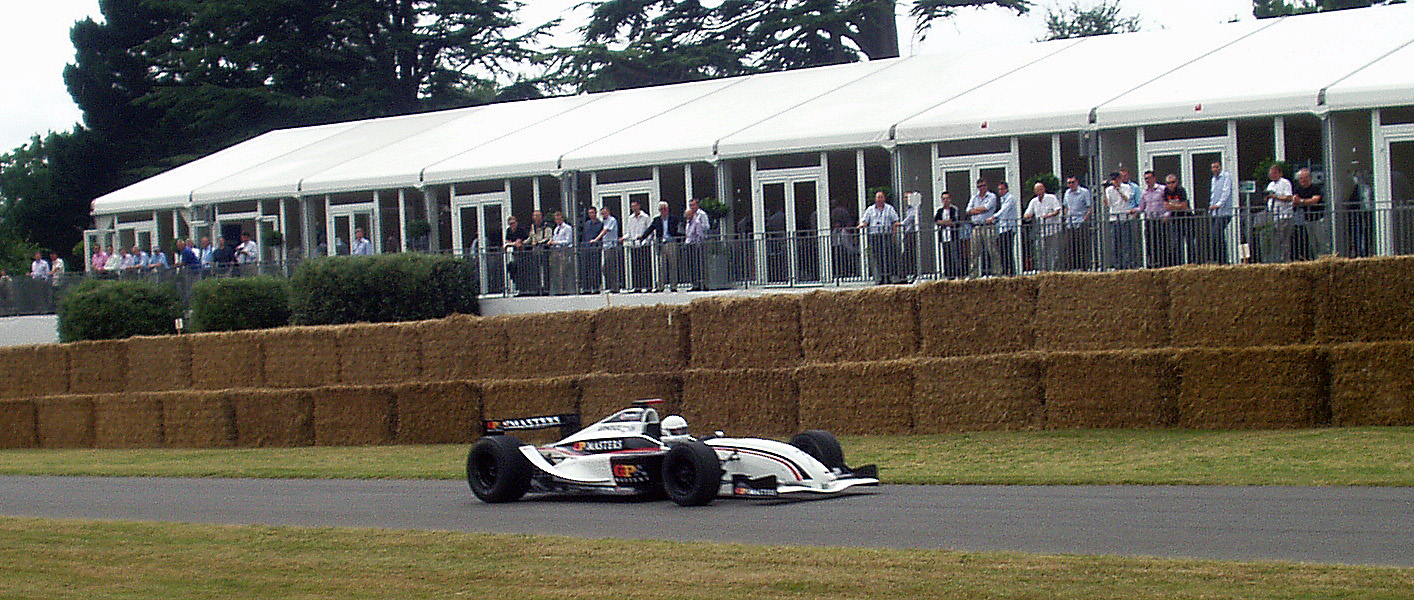
Monoposto der „Grand Prix Masters“-Serie, Goodwood, 2006

Es existieren zwei Rennserien mit dem Namen Grand Prix Masters. Einerseits ist das die Grand Prix Masters, eine Rennserie für Formel-1-Rennwagen der Zeit von 1966 bis 1977, und andererseits die GP Masters, eine Veranstaltung für ehemalige Formel-1-Rennfahrer.

## Youngtimer-Fahrzeuge
Die Grand Prix Masters ist Teil der Masters-Series. In ihr treten Gentleman-Driver in Rennwagen an, die aus der Zeit vor der Groundeffect- und Turbo-Ära der Formel 1 stammen. Die dort gefahrenen Rennwagen haben alle eine aktive Renngeschichte und sind Bestandteil der abwechslungsreichen Formel-1-Geschichte. In der seit mehreren Jahren bestehenden Serie wurden im Jahr 2007 sieben Rennen bestritten. Die Austragungsorte waren Brands Hatch, Silverstone, Donington Park, Porto und der Nürburgring.
Bei der 2005 eingeführten GP Masters für nicht mehr aktive Formel-1-Fahrer betrug das Mindestalter für die Teilnahme 45 Jahre. Des Weiteren musste jeder Teilnehmer in zwei Saisons Formel-1-Rennen bestritten haben.
Der Franzose Jacques Laffite war mit 63 Jahren der älteste Teilnehmer. Aus Deutschland waren Hans-Joachim Stuck sowie Christian Danner mit von der Partie.
Die Rennen wurden auf einheitlichen Rennfahrzeugen ausgetragen. Diese basierten auf dem Fahrgestell des Reynard-ChampCar aus dem Jahre 1999. Der Motor war ein 3,5-Liter-V8 der Firma Nicolson-McLaren und basierte auf dem Cosworth-V8, der in der ChampCar-Serie eingesetzt wird. Jedoch hatten die Fahrzeuge nicht die dort verwendete Turboaufladung.
Nach einem Gerichtsantrag des Chassis-Lieferanten Delta Special Projects wurde die Betreiberfirma der Serie aufgelöst und das Ende dieser Rennserie im November 2007 besiegelt.

## Ergebnisse 2005
Das erste Rennen fand am 13. November 2005 im südafrikanischen Kyalami statt.
Der Brite Nigel Mansell konnte das vor mit 90.000 Zuschauern ausverkaufte Rennen vor dem Brasilianer Emerson Fittipaldi mit 0,4 Sekunden Vorsprung gewinnen. Dritter wurde der Italiener Riccardo Patrese.
| Rang | Fahrer             | Team               | Zeit      | Rückstand  |
| ---- | ------------------ | ------------------ | --------- | ---------- |
| 1    | Nigel Mansell      | Team Altech        | 50:55.154 |            |
| 2    | Emerson Fittipaldi | Team LG            | 50:55.562 | + 0.408    |
| 3    | Riccardo Patrese   | Team Goldpfeil     | 51:15.816 | + 20.662   |
| 4    | Andrea de Cesaris  | Team Unipart       | 51:16.854 | + 21.700   |
| 5    | Derek Warwick      | Team Lixxus        | 51:17.007 | + 21.853   |
| 6    | Hans-Joachim Stuck | Team Phantom       | 51:18.355 | + 23.201   |
| 7    | Christian Danner   | Team Unipart       | 51:19.272 | + 24.118   |
| 8    | Eddie Cheever      | Team Altech        | 51:27.359 | + 32.205   |
| 9    | Jan Lammers        | Team LG            | 51:27.932 | + 32.778   |
| 10   | Eliseo Salazar     | Team Altech        | 51:38.573 | + 43.419   |
| 11   | Patrick Tambay     | Team Lixxus        | 52:06.738 | + 1'11.584 |
| 12   | René Arnoux        | Team Golden Palace | 52:07.890 | + 1'12.736 |
| 13   | Jacques Laffite    | Team GMF           | 43:44.471 | 17 Runden  |
| 14   | Stefan Johansson   | Team Phantom       | 3:33.040  | 28 Runden  |

## Ergebnisse 2006
Für das Jahr 2006 waren vier Rennen angesetzt. Allerdings musste der für Anfang Mai in Monza geplante Lauf wegen der dortigen neuen Lärmschutzbedingungen abgesagt werden. Zudem wurde der für den 12. November angekündigte Lauf in Kyalami (Südafrika) durch die Organisatoren in die 2007er Saison verschoben, sodass nur zwei Rennen durchgeführt wurden.
- Losail (Katar), 29. April
- Silverstone (UK), 13. August

29. April 2006, Losail, Katar:
| Rang | Fahrer             | Team               | Zeit      | Rückstand |
| ---- | ------------------ | ------------------ | --------- | --------- |
| 1    | Nigel Mansell      | Team Altech        | 52:06.000 |           |
| 2    | Christian Danner   | Team LUK           | 52:06.562 | + 0.562   |
| 3    | Eric van de Poele  | Team Golden Palace | 52:07.174 | + 1.174   |
| 4    | Eddie Cheever      | Team Altech        | 52:09.016 | + 3.016   |
| 5    | Derek Warwick      | Team Lixxus        | 52:09.420 | + 3.420   |
| 6    | Pierluigi Martini  | Team Global        | 52:11.710 | + 5.710   |
| 7    | Jan Lammers        | Team LG            | 52:13.044 | + 7.044   |
| 8    | Stefan Johansson   | Team Altech        | 52:14.339 | + 8.339   |
| 9    | René Arnoux        | Team Golden Palace | 52:15.068 | + 9.068   |
| 10   | Riccardo Patrese   | Team INA           | 52:15.423 | + 9.423   |
| 11   | Patrick Tambay     | Team Lixxus        | 52:21.506 | + 15.506  |
| 12   | Emerson Fittipaldi | Team LG            | 52:35.788 | + 29.788  |
| 13   | Andrea de Cesaris  | Team INA           | 33:29.621 | 8 Runden  |
| 14   | Eliseo Salazar     | Team Phantom       | 52:22.127 | 11 Runden |
| 15   | Hans-Joachim Stuck | Team Phantom       | 9:28.882  | 19 Runden |

13. August 2006, Silverstone, Großbritannien:
| Rang | Fahrer             | Team                 | Zeit        | Rückstand  |
| ---- | ------------------ | -------------------- | ----------- | ---------- |
| 1    | Eddie Cheever      | Team GPM             | 1:01:08.625 |            |
| 2    | Eric van de Poele  | Team Golden Palace   | 1:01:25.302 | + 16.677   |
| 3    | Christian Danner   | Team LUK             | 1:01:45.180 | + 36.555   |
| 4    | Hans-Joachim Stuck | Team Phantom         | 1:02:02.139 | + 53.514   |
| 5    | Alex Caffi         | Team Altech          | 1:02:11.648 | + 1:03.023 |
| 6    | Riccardo Patrese   | Team INA             | 1:02:15.492 | + 1:06.867 |
| 7    | Pierluigi Martini  | Team Motorola        | 1:02:54.980 | + 1:46.355 |
| 8    | Emerson Fittipaldi | Team LG              | 1:01:13.217 | 1 Runde    |
| 9    | René Arnoux        | Team Golden People   | 1:01:55.250 | 1 Runde    |
| 10   | Andrea de Cesaris  | Team INA             | 1:01:34.298 | 2 Runden   |
| 11   | Patrick Tambay     | Team Lixxus          | 1:01:49.162 | 3 Runden   |
| 12   | Stefan Johansson   | Team Virgin Radio/BP | 55:22.246   | 4 Runden   |
| 13   | Jan Lammers        | Team LG              | 34:44.025   | 13 Runden  |
| 14   | Eliseo Salazar     | Team Phantom         | 19:30.140   | 20 Runden  |
| 15   | Derek Warwick      | Team Lixxus          | 5:39.035    | 26 Runden  |
| 16   | Nigel Mansell      | Team Altech          | 31:44.608   | 26 Runden  |

## Ergebnisse 2007
Für das Jahr 2007 waren drei Rennen offiziell angekündigt. Der Lauf auf einem Stadtkurs in Bukarest, welcher am 20. Mai hätte stattfinden sollen, wurde abgesagt. Auch die Rennen in Kyalami am 23. September und auf dem Losail International Circuit am 17. November fanden nicht statt.

## TV-Übertragungen in Deutschland
In Deutschland übertrug der Pay-TV Anbieter Premiere (heute: Sky) alle Qualifyings und Rennen der GP Masters. Bei den wenigen Rennen war man mit der F1-Crew live vor Ort. Es moderierte Tanja Bauer, Kommentatoren waren Jacques Schulz und Marc Surer.

## Betreiberauflösung
Der High Court am Königlichen Gerichtshof in London musste über einen Antrag entscheiden, die Betreiberfirma der Serie aufzulösen. Den Antrag hatte Chassis-Lieferant Delta Special Projects und der Sponsor Altech gestellt. Das Gericht hat mit seinem Beschluss am 28. November 2007 das Unternehmen aufgelöst.